# Tweede Kamerverkiezingen 1981/Kandidatenlijst/RPF
Dit is de kandidatenlijst voor de Tweede Kamerverkiezingen 1981 van de Reformatorische Politieke Federatie (RPF). De partij had een lijstverbinding met de SGP.

## Landelijke kandidaten
- vet: verkozen
- schuin: voorkeurdrempel overschreden

1. Meindert Leerling - 101.351 stemmen
2. Aad Wagenaar - 756
3. Jan Rietkerk - 846
4. P. Langeler - 110
5. L. van Klinken - 140
6. Johan Frinsel - 2.321
7. G.W. Willemsen - 121
8. Jan Velema - 650
9. G.J. Vellinga-Veurink - 202
10. H. Bisschop - 63
11. E.J. de Roo - 38
12. Cor de Jonge - 58
13. R.T. Huizinga - 117
14. F. Beekman - 25
15. P.A.D. Smeijers - 57
16. H. van Veelen - 34
17. W. den Toom - 23
18. R. Meijer-Kuipers - 59
19. T.W. van Bennekom - 71
20. A. Hekstra - 42

## Regionale kandidaten
De plaatsen 21 t/m 30 op de lijst waren per kieskring verschillend ingevuld.

### 's-Hertogenbosch, Tilburg
1. J.H.A. van Dam - 21[1]
2. B. Heimensem - 5
3. C.H. Venderbos - 6[1]
4. C. van Dongen - 11
5. J. van Kamp - 10
6. J.M. van der Straaten - 20
7. A. Wagemakers - 7
8. G. Ploeg - 1
9. A.J. den Hollander - 8
10. P. Faro - 19

### Arnhem, Nijmegen
1. G. Broere - 57
2. H. Geurts - 46
3. L. van der Graaff - 12
4. W.J.E. Hendriks - 9
5. C. Houweling - 12
6. G.E. Rietveld-de Vries - 35
7. D. Lokhorst - 42
8. H. Groeneveld - 9
9. J.A. Hof - 17
10. A.H. van Huizen - 17

### Rotterdam, 's-Gravenhage, Leiden, Dordrecht
1. H. Roffel - 17
2. C.A. Mensinga - 13
3. D. Oudshoorn - 22
4. C.J. Smits - 13
5. C.W. Krol - 8
6. A.P.J. Esveldt - 11
7. J. Schelhaas - 7[2]
8. A. Troost - 13[3]
9. W.C. van der Perk - 14
10. Hendrik van Riessen - 41[4]

### Amsterdam, Den Helder, Haarlem
1. Hendrik van Riessen - 15[4]
2. A. Troost - 19[3]
3. B.G. van Ruiswijk - 4
4. J.J. van den Berg - 6
5. Feike ter Velde - 8[1]
6. J. Passchier - 2
7. Marjolijn Boellaard-Groenendijk - 13
8. F.L. Rutgers - 1
9. A.E. Smit-Nauta - 9
10. G. Kramer - 20

### Middelburg
1. C.P. de Schipper - 9
2. J. Dekker - 6
3. H.J. Colijn - 3
4. P. Elenbaas - 6
5. J. van Damme - 0
6. J. Marinissen - 7
7. K.T. de Jonge - 12
8. P. van Belzen - 17
9. P.J. Slabbekoorn - 15
10. T. Elzinga - 7

### Utrecht
1. Hendrik van Riessen - 12[4]
2. J. Lagerweij - 23
3. W.C. van Zwieten - 14
4. D. Kamsteeg - 17
5. J. Tieleman - 17
6. D. van de Scheur - 38
7. K. Zwaan - 5
8. A.W. Biersteker - 4
9. H.A.Th. Bakhuizen - 8
10. G.H. Meier - 13

### Leeuwarden
1. O. Heidinga - 9
2. Feike ter Velde - 1[1]
3. J. de Vries - 15
4. B. Kempenaar - 8
5. A. Britstra - 6
6. Hendrik van Riessen - 1[4]
7. J. Schelhaas - 2[2]
8. K. Kasten - 3
9. J. Jonkman - 6[1]
10. A. Troost - 4[3]

### Zwolle
1. J. Schelhaas - 45[2]
2. J.F. Arends - 4
3. A. Koldewijn - 13
4. H. Coes - 14
5. J. Jonkman - 17[1]
6. H.A. Godschalk - 12
7. A. Kadijk - 4
8. J.H. Baan - 16
9. A. Koppelman - 14
10. A. Gommer - 18

### Groningen
1. J. Vogel - 22
2. H. Kooistra - 6
3. P. Brouwer - 8
4. J. Warris - 11
5. W. Wolfs - 5
6. A. Goudswaard - 13
7. H. Massier - 2
8. Hendrik van Riessen - 3[4]
9. H. Wubs - 4
10. J. Huizinga - 9

### Assen
1. J. Koops - 5
2. P. Bakker - 8
3. A.T. Vos - 5
4. H. Mulder - 3
5. G. van der Zee - 7
6. J. Kolthof - 4
7. T. Idema - 9
8. T. Uuldriks - 2
9. C. Fredriks - 9
10. J. van Zwol - 14

### Maastricht
1. A. de Hoop - 12
2. J.H.A. van Dam - 3[1]
3. J.H. Vegter - 31
4. A. Wijnsma - 10
5. J. Lock - 5
6. G. van den Brink - 9
7. J.C. van der Pas - 3
8. Hendrik van Riessen - 0[4]
9. C.H. Venderbos - 1[1]
10. A. Troost - 0[3]

PvdA · CDA · VVD · D'66 · SGP · PPR · CPN · GPV · PSP · Rechtse Volkspartij · DS'70 · RKPN · Partij van Rijksgenoten · Kleine Partij · God Met Ons · Nederlandse Evolutie Partij · Leefbaar Nederland · SP · De Vrede Partij · RPF · Realisten '81 · IKB · NVU · Centrumpartij · Partij tot Likwidatie van Nederland · Wereld Welzijns Bewustwording · EVP · SOS
1977 · 1981 · 1982 · 1986 · 1989 · 1994 · 1998